# Punk Sandwich
Punk Sandwich è il primo singolo del gruppo musicale statunitense, Dixie Dregs estratto nel 1979 dal quarto album in studio Night of the Living Dregs.

## Tracce
Musiche di Steve Morse.
7"
- Lato A

1. Punk Sandwich – 3:17

- Lato B

1. Country House Shuffle – 4:11

## Formazione
- Steve Morse – chitarra
- Terry Lavitz – tastiere
- Allen Sloan – violino, viola
- Andy West – basso
- Rod Morgenstein – batteria, percussioni